# Памятник Остапу Бендеру (Санкт-Петербург)
Памятник Остапу Бендеру в Санкт-Петербурге установлен около дома Жако на Итальянской улице в Центральном районе города.

## История
Памятник герою Ильи Ильфа и Евгения Петрова был установлен 25 июля 2000 года в Санкт-Петербурге возле дома Жако, в котором некогда размещался ресторан «Золотой Остап». На церемонии закладки присутствовали Арчил Гомиашвили, сыгравший Остапа Бендера в фильме Леонида Гайдая «12 стульев» (1971), и Александр Ширвиндт, который был среди более чем 20 кандидатов на эту роль, рассмотренных Гайдаем (а позже снимался в мини-сериале «12 стульев» Марка Захарова 1976 г. в роли одноглазого шахматиста). Открытие было приурочено к столетию со «дня рождения» т. н. великого комбинатора. Хотя есть мнение, что этот памятник не вполне уместен в исторической части города, скульптура стала популярным местом фотографирования туристов, и к Остапу даже выстраиваются очереди. Разумеется, не обошлось и без примет: как считается, чтобы повезло в каком-нибудь авантюрном предприятии, следует потереть Остапу нос, а для обеспечения удачи в делах нужно попросить у него помощи, сидя на стуле. Так это или нет — неизвестно, однако нос и некоторые выступающие части памятника отполированы до блеска прикосновениями посетителей.
Авторами памятника великому комбинатору выступили известные скульптор Альберт Серафимович Чаркин и архитектор Вячеслав Борисович Бухаев. Памятник высотой 190 см отлит из бронзы. А. С. Чаркин изобразил Остапа Бендера похожим на Сергея Юрского, который сыграл великого комбинатора в 1968 году в фильме Золотой телёнок. Персонаж романов изображён одетым в знаменитый шарф, фуражку и пиджак. Он стоит с гордо поднятой головой, опираясь левой рукой на стул работы мастера Гамбса — целью его охоты в романе «Двенадцать стульев». Правой рукой Остап Бендер держит папку с досье на подпольного миллионера А. Корейко из романа «Золотой телёнок». Памятник сделан с таким расчётом, чтобы каждый желающий мог сесть на стул, чтобы сфотографироваться в компании обаятельного авантюриста.